# 유텔샛 원웹
유텔샛 원웹(Eutelsat OneWeb, 법적 이름: Network Access Associates Ltd.)은 저궤도(LEO)에서 광대역 위성 인터넷 서비스를 제공하는 유텔샛 그룹의 자회사이다. 이 회사는 런던에 본사를 두고 있으며 미국 버지니아주에 사무실을 두고 플로리다에 위성 제조 시설인 에어버스 원웹 새틀라이츠(Airbus OneWeb Satellites)를 두고 있다. 이는 에어버스 디펜스 앤드 스페이스와의 합작 투자이다.
이 회사는 2012년 그레그 와일러(Greg Wyler)에 의해 "WorldVu"로 설립되었으며 이후 "원웹"이 2019년 2월 처음으로 6개의 위성을 출시하면서 시작되었다. 나머지 90% 위성의 구축 및 배포를 마치는 데 필요한 자본을 조달하지 못한 후 2020년 3월에 파산했다. 회사는 2020년 11월 파산 절차와 개편을 거쳐 새로운 소유권 그룹으로 출범했다. 2021년 기준 인도 다국적 기업 바르티 글로벌(Bharti Global), 프랑스 기반 위성 서비스 제공업체 유텔샛(Eutelsat), 영국 정부가 최대주주이며, 일본 소프트뱅크가 지분 12%를 보유하고 있다.
2023년 9월 28일, 유텔샛은 원웹과의 합병을 완료하고 자회사 "유텔샛" 및 "유텔샛 원웹"을 포함하는 새로운 "유텔샛 그룹" 회사의 창설을 발표했다.